# I guerrieri della palude silenziosa
I guerrieri della palude silenziosa (Southern Comfort) è un film del 1981 diretto da Walter Hill.

## Trama
Louisiana, 1973. Durante un fine settimana si svolgono le manovre di addestramento militare della Guardia Nazionale dell'Esercito della Louisiana a ridosso delle grandi paludi e l'incarico assegnato alla Squadra Bravo, comandata dal sergente scelto Crawford Poole, è di attraversarne un tratto largo alcune decine di miglia, per poi ricongiungersi con il resto delle truppe presso la parrocchia di Catahoula. Una volta addentratisi nella palude, i nove soldati si accorgono che la mappa in loro possesso non è precisa e che il fiume ha esondato, interrompendo il loro sentiero.
La squadra, anziché tornare al punto di partenza, decide di proseguire utilizzando delle canoe abbandonate lungo la riva, i cui proprietari, bracconieri cajun, arrivano mentre la pattuglia è a metà del guado; il soldato di prima classe Stuckey si diverte a spaventarli dirigendo verso di loro una raffica della sua mitragliatrice M60 caricato a salve ma inaspettatamente i cajun rispondono al fuoco, uccidendo il sergente Poole con un colpo di carabina. Gli otto soldati superstiti, che nella concitazione cadono in acqua perdendo bussola e radio, rimanendo in questo modo tagliati fuori dalle comunicazioni con la base, raggiungono la riva a nuoto, e da lì iniziano una tortuosissima avanzata attraverso le foreste e le paludi per cercare una via d'uscita, sempre braccati dagli invisibili cajun, ancora più spietati dopo che i militari hanno fatto prigioniero un loro amico e il caporale "Coach" Bowden, che sta scivolando nella follia, ha fatto esplodere il loro capanno.
Le uniche manifestazioni della presenza dei cajun sono dei macabri segnali che lasciano lungo il percorso: otto animali sventrati e appesi a dei pali come monito per i soldati per la fine che li attende, i loro mastini lanciati d'improvviso all'attacco nel mezzo della foresta e le mortali trappole nascoste nella palude come quella che uccide il soldato di prima classe Tyrone Cribbs. In un crescendo di tensione ed angoscia tra i superstiti, il caporale Charles Hardin uccide durante una colluttazione la testa calda Lonnie Reece che intendeva affogare l'ostaggio e quest'ultimo ne approfitta per fuggire. Il risentimento per l'incapacità del sergente Casper, che aveva preso la guida della squadra, porta ad una disgregazione del gruppo, in cui solo Hardin e il soldato di prima classe Spencer, caratterialmente diversi ma uniti dal medesimo disincanto antimilitarista, sembrano mantenere la sufficiente freddezza per fronteggiare il pericolo incombente.
Mentre partono le ricerche dei dispersi (i protagonisti vedono passare un elicottero Bell 206 dell'esercito tra gli alberi ma non riescono a farsi localizzare), i cacciatori cajun uccidono uno ad uno tutti i commilitoni di Hardin e Spencer, ma un mattino a sorpresa questi ricevono un aiuto dall'ex-prigioniero, che indica loro un sentiero da seguire per uscire dagli acquitrini. Lungo la pista, i due sopravvissuti ottengono un passaggio su un furgone da una coppia che li conduce ad uno sperduto villaggio cajun privo di telefoni ed in cui gli abitanti si stanno preparando per una festa. Lo smarrimento dei due soldati è pari a quello dello spettatore, che non è in grado di decifrare se gli abitanti di questo villaggio, che parlano pochissimo inglese, siano amici o spettatori della vicina mattanza, ed un montaggio alternato delle scene dei due confusi in un ballo e di un gruppo di uomini che ammazzano e squartano due maiali non fa che aumentare la tensione.
Mentre la festa continua, tre cacciatori, di cui due arrivati in canoa ed uno dal sentiero, per catturare i superstiti, ingaggiano un feroce corpo a corpo con i due militari tra le stanze di un magazzino, mentre a pochi metri i suoni di un concerto e del ballo coprono i rumori degli spari. Hardin viene ferito a una spalla ma i due riescono ad eliminare gli inseguitori e ad uscire vivi dal paese, mentre sopra di loro ripassa l'elicottero in ricognizione; mentre lo rincorrono tra gli alberi, cercando disperatamente di farsi localizzare, viene tagliata loro la strada da un camion: solo all'ultima inquadratura del film compare il simbolo dell'Esercito degli Stati Uniti sulla portiera laterale dell'automezzo.